# Tractat d'Alcañices

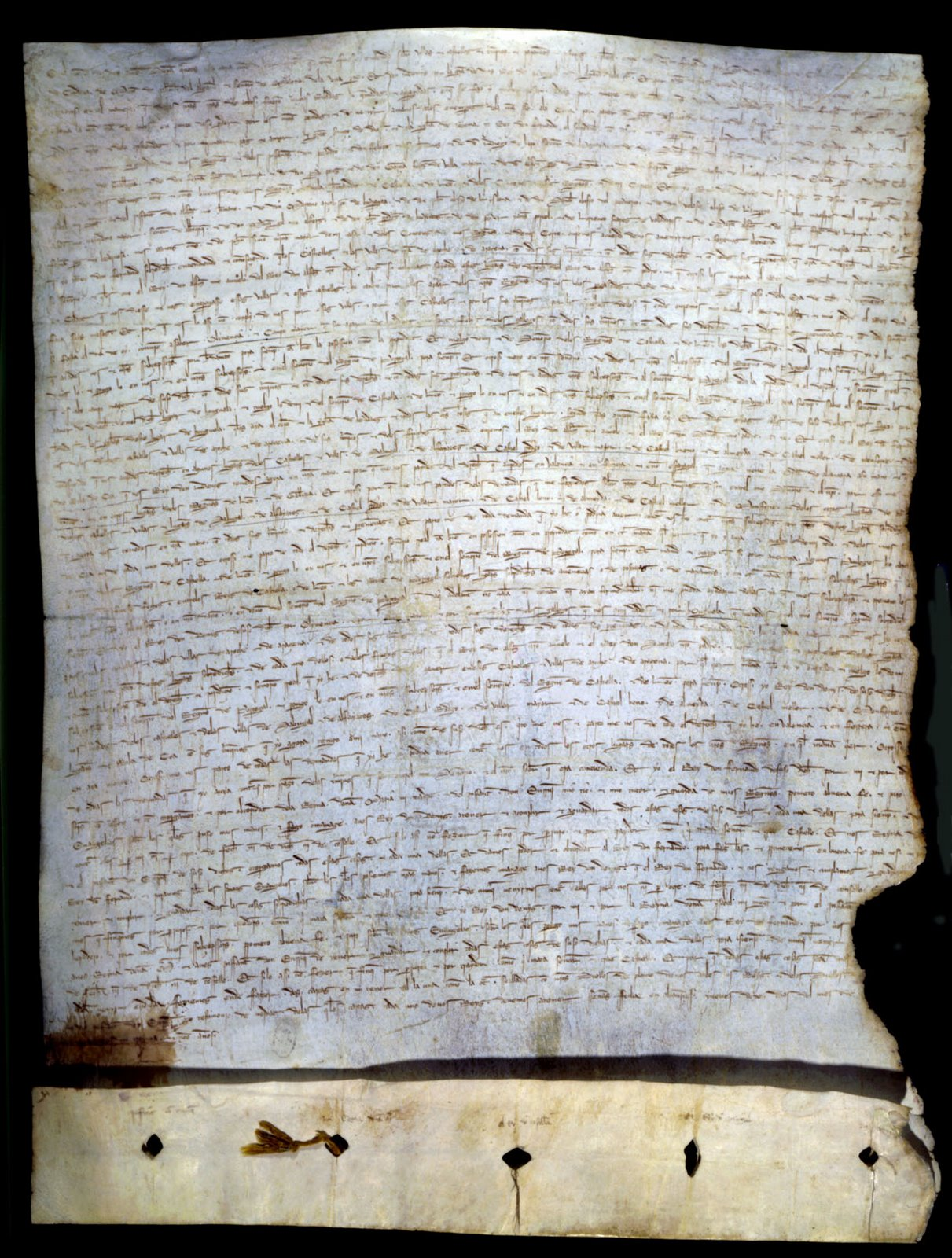
El document del tractat d'Alcañices, en l'Arxiu Nacional de Torre do Tombo

El tractat de Alcañices (en portugués Alcanizes) fou signat entre els sobirans de Lleó i Castella, Ferran IV (1295-1312), i de Portugal, Dionís I (1279-1325), el 12 de setembre de 1297, a la població lleonesocastellana d'Alcañices. El tractat formava part de l'estratègia defensiva del rei Dionís.
Amb aquest es restablia la pau i es fixaven els límits fronterers entre els dos regnes. A canvi de drets portuguesos als termes fronterers d'Aroche i d'Aracena, passaven a possessió definitiva de Portugal:
- Campo Maior
- Olivença (hui assimilada a Espanya)[7]
- Ouguela
- San Felices de los Gallegos (hui assimilat a Espanya)

I a canvi de drets portuguesos en els dominis d'Ayamonte, Esparregal (Santiago de Alcántara), Herrera de Alcántara i Valencia de Alcántara, i altres llocs dels regnes de Lleó i de Galícia, es reconeixia la possessió portuguesa de les terres de Riba-Côa, que comprenien aquestes poblacions i castells:
- Almeida
- Alfaiates
- Castelo Bom
- Castelo Melhor
- Castelo Rodrigo
- Monforte
- Sabugal
- Vilar Maior

Una versió del tractat, l'exemplar castellà del qual hui es troba dipositat en l'Arxiu Nacional de Torre do Tombo, la transcriu Rui de Pina en la Crònica del rei Dionís. En el segle xix, l'original va ser-ne publicat pel vescomte de Santarém (1846).
Tot i que en la fórmula de tancament la datació consta com a era de mil tres-cents trenta-cinc anys, recordeu que es refereix a l'era de Cèsar, vigent en l'època d'aquells sobirans, equivalent al 1297 de l'actual calendari gregorià.
Quatre territoris que Portugal hi va perdre o es troben pendents de delimitació són: Salvaterra de Miño, Sâo Félix dos Galegos (actual San Felices de los Gallegos), Ermesende (actual Hermisende) i Olivença (incloent-hi l'actual municipi de Táliga). Olivença i Táliga actualment estan sota domini espanyol, però Portugal encara manté una reclamació sobre la sobirania d'aquestes dues viles, reclamació reconeguda en el Congrés de Viena de 1815.